# Глена
Глена́, Ґлена́ (фр. Glénat) — французьке видавництво, що спеціалізується на випуску коміксів і манги . Друге за величиною видавництво коміксів Франції. Було створене в 1972 році Жаком Глена (Glénat). Глена заснував цю компанію у сімнадцятирічному віці, і вже через два роки отримав премію за найкраще видавництво на фестивалі коміксів в Ангулемі.
З 1980 року Glénat також публікує книги з альпінізму та морських подорожей. Видавництво придбало компанію Vents d'Ouest, і з 1991 року займається перекладом і публікацією манги, ставши першим видавцем манги в Європі. Найбільший успіх має серія коміксів Titeuf (продано 16 млн копій) і манга " Перли дракона "(17 млн копій). За даними на 2009 рік, 50 % прибутку компанія отримує від коміксів, 20 % — від манги, 15 % — від видання книг, а інші 15 % — від продажів інших товарів. Підрозділи Glénat діють в Іспанії (Glénat Espagne), Швейцарії (Glénat Suisse) і на території Бенілюксу (Glénat Benelux).

## Відомі серії коміксів та манга
Titeuf, Dragonball, Akira, Appleseed, Ghost in the Shell, Lou!, Mafalda, Prinz Eisenherz, Crying Freeman.

## Премії
- 1974: «Prix du meilleur editeur francais» (Найкраще французьке видавництво) на Міжнародному фестивалі в Ангулемі
- 1975: Yellow Kid Award